# 茅为蕙
茅为蕙（1974年—），一名茅为惠，女，上海人，中国钢琴家、教育家、演员，中国电影金鸡奖最佳女配角得主。

## 家庭
祖父茅以升，祖母戴传蕙。父亲茅于润。